# エウフェミア (小惑星)
エウフェミア (630 Euphemia) は小惑星帯に位置するS型小惑星であり、エウノミア族に分類される。ハイデルベルクでアウグスト・コプフによって発見された。
聖エウフェミアにちなんで命名された。